# Caatinga

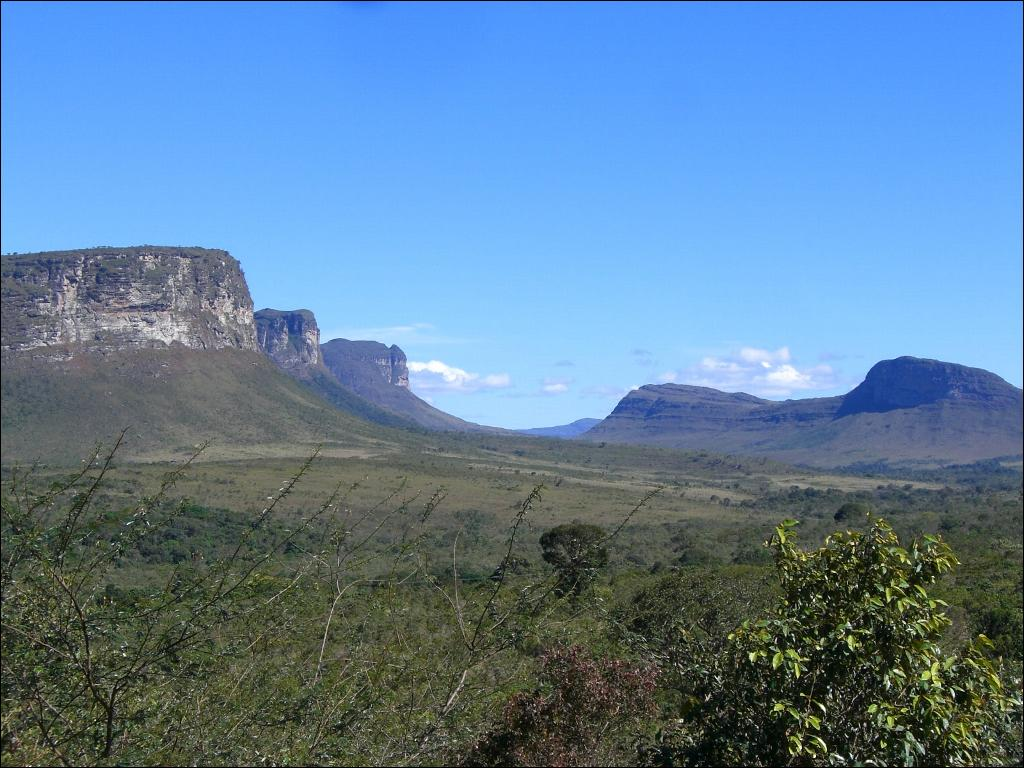
Caatinga van Chapada Diamantina

De caatinga is een droog steppe-achtig gebied in het noordoosten van Brazilië tussen het Amazoneregenwoud en het Atlantisch regenwoud. Het strekt zich uit over een oppervlakte van ca. 700.000 km² en bestrijkt delen van de staten Alagoas, Bahia, Ceará, Maranhão, Paraíba, Pernambuco, Piauí, Rio Grande do Norte en Sergipe. Het klimaat is halfdroog met een gemiddelde jaartemperatuur van rond de 28 °C. De weinige neerslag die in de caatinga valt (minder dan 800mm per jaar) heeft een onvoorspelbaar en onregelmatig karakter. Dieren en planten hebben zich hieraan aangepast en kunnen overleven in een omgeving met lage vochtigheid. Niettegenstaande deze moeilijke omstandigheden zijn fauna en flora relatief gevarieerd. Zelfs in vochtige perioden bevatten de rivieren weinig water; in de droge perioden zijn de beddingen helemaal uitgedroogd.